# 姜子成
姜子成（?—?），四川省重慶府銅梁縣人，清朝政治人物、同進士出身。
光緒九年（1883年），参加癸未科殿試，登進士三甲24名。同年五月，著交吏部掣签分发各省，以知县即用。